# The Raconteurs
The Raconteurs är ett amerikanskt rockband bildat 2005 i Detroit. 
Bandet kan beskrivas som en supergrupp och består av gitarristen/sångaren Jack White (känd från The White Stripes), gitarristen/sångaren Brendan Benson, basisten Jack Lawrence (känd från The Greenhornes och Blanche) och trummisen Patrick Keeler (känd från The Greenhornes). Texterna skrivs av Jack White och Brendan Benson.

## Historia
Bandets debutsingel "Steady, As She Goes"/"Store Bought Bones" släpptes 30 januari 2006 på en 7"-vinylskiva och var begränsad till 1 000 exemplar. Senare under året släpptes den även som cd. Debutalbumet Broken Boy Soldiers släpptes den 15 maj 2006. De blev nominerade till två Grammys 2007, dels för bästa rockalbum (Broken Boy Soldiers) och dels för Best Rock Performance by a Duo or Group with Vocal ("Steady, As She Goes"). Båda kategorierna togs dock hem av Red Hot Chili Peppers.
Gruppens andra album , Consolers of the Lonely, gavs ut i 25 mars 2008. Samma dag släpptes även den första singeln från albumet, "Salute Your Solution".

## Diskografi
Studioalbum
- 2006 – Broken Boy Soldiers
- 2008 – Consolers of the Lonely
- 2019 – Help Us Stranger

Livealbum
- 2006 – The Manchester Apollo, 15.10.06
- 2006 – Live in the UK 2006
- 2006 – Academy Newcastle, 18 October 2006
- 2006 – Brixton Academy, London, October 19, 2006
- 2006 – Brixton Academy, London, 20.10.06
- 2006 – Nottingham Rock City 23.10.2006
- 2006 – Wolverhampton Civic Hall, 24.10.06
- 2006 – Liverpool University, 25 October 2006
- 2009 – Live in London
- 2012 – Live at Third Man Records 9-14-2011
- 2013 – Live at the Ryman Auditorium
- 2017 – Live at Irving Plaza NYC

EP
- 2006 – Zane Lowe BBC Session

Singlar
- 2006 – "Broken Boy Soldier (Live) / Blue Veins (KCRW Session) (Live)"
- 2006 – "Steady, As She Goes/Store Bought Bones"
- 2006 – "Rolling Stone Original"
- 2006 – "Hands"
- 2006 – "Level"
- 2008 – "Consoler of the Lonely"
- 2008 – "Salute Your Solution"
- 2008 – "Many Shades of Black"
- 2008 – "Old Enough"
- 2008 – "Old Enough (Bluegrass Version)"
- 2010 – "Top Yourself (Rehearsal Demo) / You Don't Understand Me (Acoustic Demo)"
- 2012 – "Open Your Eyes / You Made a Fool Out of Me"